# Phanaspa ochracea
Phanaspa ochracea är en fjärilsart som beskrevs av George Thomas Bethune-Baker 1906. Phanaspa ochracea ingår i släktet Phanaspa och familjen nattflyn. Inga underarter finns listade i Catalogue of Life.